# Матюшенко, Афанасий Николаевич
Афана́сий Никола́евич Матюше́нко (2 мая 1879, Дергачи, Российская империя — 2 ноября 1907, Севастополь, Таврическая губерния) — матрос Черноморского флота, один из руководителей восстания команды на броненосце «Князь Потёмкин-Таврический» в июне 1905 года.

## Биография
Родился в семье кустаря-сапожника. В одиннадцать лет окончил церковно-приходскую школу. Стал рано зарабатывать на хлеб: нужда заставила его уйти на заработки в Харьков, где он работал смазчиком в Харьковском паровозном депо, грузчиком в Одесском порту, помощником машиниста на железной дороге. Вскоре он бросает эту работу и поступает кочегаром на пароход. Ко времени призыва на военную службу вернулся в родное село.
Призван на флот и зачислен в 36-й флотский экипаж в ноябре 1900 года. Учился в минно-машинной школе в Кронштадте. Служил на учебном судне «Березань», которым командовал Е. Н. Голиков. В марте 1902 года был назначен на строившийся в Николаеве броненосец «Потёмкин»; минный машинист — с 1 октября 1902, минно-машинный квартирмейстер 1 статьи — с 1 января 1905 года.

## Революционная деятельность
Первый раз в революционных событиях Матюшенко участвовал в ноябре 1904. Это стихийное выступление матросов Севастополя, получившее название «бунта в Лазаревских казармах», известно не очень хорошо; Афанасий был одним из лидеров моряков, требовавших улучшения своего положения, но либеральное командование, пойдя на уступки «бунтовщикам», «простило» его, как и всех других участников выступления. В декабре того же года Матюшенко познакомился с социал-демократами и начал активно помогать их деятельности, вёл революционную пропаганду среди матросов. При этом оставался беспартийным.
По свидетельским показаниям ряда матросов, Матюшенко был участником сходок матросов под Севастополем и принимал участие в подготовке всеобщего восстания на флоте. По признанию самого Матюшенко, восстание на эскадре должно было произойти в море, затем корабли направлялись в Севастополь для захвата главной базы флота. «У нас было составлено расписание, кому из команды нужно было кого резать, если бы не борщ, то в ту же ночь мы зарезали всех офицеров и побросали за борт».

## Восстание на «Потёмкине»
14 июня 1905 года, во время протеста команды на броненосце «Потёмкин» по поводу недоброкачественной пищи, Матюшенко возглавил группу матросов, просивших доложить командованию о червивом мясе. Выступал за единодушный отказ команды от обеда, запрещал матросам брать борщ с камбуза.
Матюшенко одним из первых призвал матросов к оружию, выбежал с оружием на ют с криком «Довольно нас вешали, будем их вешать!». Лично убил пятерых из семи убитых офицеров броненосца: участвовал в убийстве старшего офицера И. И. Гиляровского, командира корабля Е. Н. Голикова, старшего минного офицера лейтенанта В. К. Тона, вместе с другими матросами выбросил за борт раненого старшего врача С. Е. Смирнова. Руководил арестом оставшихся в живых офицеров и кондукторов.
Душою восстания с первого же дня становится Матюшенко, он, избранный в первый день восстания председателем судового комитета и его исполкома, стал во главе восставших. За все время одиннадцатидневного плавания «Потемкина» Матюшенко выделяется своею решительностью и энергией. 15 июня в Одессе он руководил захватом судна «Веха», 16 июня свёз арестованных офицеров броненосца на берег в одесском порту. Организовал похороны артиллерийского квартирмейстера Г. Н. Вакуленчука, убитого во время восстания. 17 июня, во время встречи броненосца с эскадрой А. Х. Кригера, находился в боевой рубке «с револьвером в кармане» и руководил ходом корабля. Он до последнего дня вел агитацию среди матросов, пытался направить ход событий в более активное русло, настаивал на высадке десанта в Одессу, походе в Севастополь для ареста офицеров и категорически возражал против сдачи корабля в Румынии, — но перетянуть на свою сторону большинство команды не сумел.

## В эмиграции
После сдачи «Потёмкина» румынским властям 24 июня 1905, Матюшенко становится политэмигрантом. Первые дни он жил в Бухаресте в доме З. К. Арборе-Ралли, в июле 1905 вместе с поручиком А. М. Ковалевским и А. П. Березовским уехал в Швейцарию. Вернулся в Румынию осенью 1905 г., жил в Бухаресте, Кымпыне, Констанце. В румынской столице работал на заводе «Альфа» и в вагоносборочных мастерских. Один из инициаторов создания матросских комитетов и коммун в разных городах Румынии. Подвергался слежке со стороны агента департамента полиции в Румынии.
В марте 1906 г. Матюшенко был арестован в Констанце за пропаганду среди матросов и специальным постановлением Совета министров Румынии от 26 марта 1906 выслан из страны. Жил в Швейцарии, США (с июня 1906 по март 1907 г.), где работал на заводе Зингера. Пробыв в Америке 8 месяцев, он уехал в Париж, где находился с марта до 14 июня 1907 г.; оттуда вынужден был вскоре бежать в Швейцарию из-за преследований полиции.
В Женеве он оказался в центре внимания: социалистические вожди наперебой зазывали популярного и авторитетного матросского лидера в свои партии. Матюшенко встречался с Лениным, Горьким, Х. Г. Раковским, В. А. Поссе, Б. В. Савинковым. Матюшенко звали к себе большевики, меньшевики, эсеры, поп Гапон. Он же ответил им статьёй в эсеровской газете «Революционная Россия» от 1 августа 1905, что находится вне каких-либо партий, хотя и стремится больше узнать об их программах — «а когда узнаю, кто что хочет дать рабочим за пролитую кровь на баррикадах, к тому я пристану… А кто больше начальство бьёт, тот лучше».

## Политические взгляды
Политические взгляды Матюшенко не носили определённого характера. По одним данным, в начале восстания он был близок к социал-демократам, по другим — был революционно настроенным матросом анархистско-эсеровского толка. Департамент полиции и командование Черноморского флота считали его эсером. В августе 1905 г. Матюшенко вёл в Женеве переговоры с Георгием Гапоном о совместных действиях по борьбе с самодержавием. Участвовавший в этих переговорах литератор В. А. Поссе оставил такую характеристику политических взглядов Матюшенко:
«Матюшенко… в теорию не вдавался. А практика сводилась у него к уничтожению — именно к уничтожению, а не устранению — всех начальников, всех господ, и прежде всего офицеров. Народ делился для него на господ и подчинённых. Примирить интересы тех и других невозможно. В армии и флоте господами являются офицеры, подчинёнными — нижние чины. Освободиться нижние чины могут лишь тогда, когда офицеры будут „попросту“ уничтожены. Сам он во время бунта на „Потёмкине“ собственноручно убил двух или трёх своих начальников. И ему казалось, что суть революции в подобных убийствах. В этом духе он писал кровожадные прокламации к матросам и солдатам, призывая их к убийству офицеров. Он думал, что при такой программе легко привлечь на сторону революции всех матросов и большинство солдат. Казакам он не доверял, считая их „продажными шкурами“…
За границей он тосковал, рвался на родину, мечтал вторгнуться со своими „потёмкинцами“ в пределы России, чтобы поднять там общее матросское восстание. Себя он считал обречённым на смерть в бою или на эшафоте…

Жить на эмигрантском положении он считал бесчестным, чем-то вроде предательства. В его представлении настоящий революционер тот, кто не только убивает, но и сам погибает».

## Возвращение
28 июня 1907 года Афанасий Матюшенко приехал с паспортом на имя Федорченко и грузом бомб в Россию, высадившись с парохода в Одессе. Конспиративная квартира, адрес которой он получил в Лондоне, была уже провалена, и шпики установили наблюдение за «подозрительным». 3 июля Матюшенко был арестован в Николаеве, по делу об ограблении на пароходе «София», происшедшем незадолго до того в Одессе.
Под чужой фамилией находился в одесской тюрьме, где был опознан одним из филёров. Было решено судить бывшего руководителя восстания на «Потемкине» военно-полевым судом в Севастополе. Однако власти боялись и арестованного анархиста — и для сопровождения заключенного прибыл миноносец «Строгий», на котором закованного до суда в ручные и ножные кандалы Матюшенко охраняли 7 офицеров и 60 солдат — не считая матросов специально подобранной команды.
Суд был коротким, а приговор суровым — смертная казнь. Адвокаты были возмущены: ведь Манифест от 17 октября об амнистии за политические преступления ясно отменил смертные приговоры по делам, совершенным до 17 октября, в том числе и по «потёмкинскому» восстанию, по их мнению закон был явно нарушен. В период пребывания в севастопольской тюрьме находился под особой охраной.

## Казнь
На рассвете 20 октября 1907 года приговор был приведён в исполнение во дворе гарнизонной Севастопольской тюрьмы, располагавшейся на территории Морского завода.
В. А. Поссе в своих воспоминаниях приводит рассказ одного из офицеров — свидетелей казни:
«Видел я, как вешали пресловутого „красного адмирала“ Матюшенко… Казнь назначена была рано утром. Ещё не рассветало… Приговор ему читали долго, больше часу. Перечисляли все его преступления, чуть ли не против всех статей уголовного и военного кодекса. А он стоит, не дрогнет. Только по временам сплюнет в сторону. Кончили читать. Подошёл священник. Он его слегка отстранил рукой и пошёл твёрдо и легко к виселице, так что еле палач поспевал… Потом видно было, как большая тень от повешенного качнулась на стене».

## Память
- Матюшенко является прототипом одного из героев фильма «Броненосец Потёмкин» Эйзенштейна, одноимённой оперы О. С. Чишко (редакции 1937 и 1955 г.)[8].
- Его именем был назван вооружённый пароход Волжской военной флотилии «Моряк Матюшенко».
- Морской тральщик проекта 266 «Афанасий Матюшенко» в составе Черноморского флота и Каспийской военной флотилии в 1969—1992 годах.
- Именем Матюшенко названы улицы в Астрахани, Одессе, Севастополе, Санкт-Петербурге, Харькове, Донецке;
см. Улица Матюшенко.
- В Севастополе имя Матюшенко также носят гора и бухта на Северной стороне.
- Обелиск на месте дома, где родился А. Н. Матюшенко, в г. Дергачи Харьковской области.